# Kelsey Plum
Kelsey Christine Plum (Poway, 24 agosto 1994) è una cestista statunitense, professionista nella WNBA.

## Carriera
È stata selezionata dalle San Antonio Stars al primo giro del Draft WNBA 2017 (1ª scelta assoluta).
Con gli Stati Uniti ha disputato due Campionati mondiali (2018, 2022).

## Statistiche

### College
| Anno      | Squadra            | PG  | PT  | MP   | TC%  | 3P%  | TL%  | RP  | AP  | PRP | SP  | PP   |
| --------- | ------------------ | --- | --- | ---- | ---- | ---- | ---- | --- | --- | --- | --- | ---- |
| 2013-2014 | Washington Huskies | 34  | 34  | 37,3 | 39,3 | 36,7 | 84,6 | 4,7 | 2,7 | 1,0 | 0,2 | 20,9 |
| 2014-2015 | Washington Huskies | 33  | 33  | 36,8 | 43,2 | 39,9 | 89,6 | 3,7 | 3,3 | 1,5 | 0,2 | 22,6 |
| 2015-2016 | Washington Huskies | 37  | 37  | 38,2 | 40,5 | 33,3 | 89,0 | 3,7 | 4,2 | 1,6 | 0,2 | 25,9 |
| 2016-2017 | Washington Huskies | 35  | 35  | 37,2 | 52,9 | 42,8 | 88,7 | 5,1 | 4,8 | 1,5 | 0,2 | 31,7 |
| Carriera  | Carriera           | 139 | 139 | 34,7 | 44,3 | 38,2 | 88,0 | 4,3 | 3,8 | 1,4 | 0,2 | 25,4 |

### WNBA

#### Regular Season
| Anno     | Squadra           | PG  | PT  | MP   | TC%  | 3P%  | TL%  | RP  | AP  | PRP | SP  | PP   |
| -------- | ----------------- | --- | --- | ---- | ---- | ---- | ---- | --- | --- | --- | --- | ---- |
| 2017     | San Antonio Stars | 31  | 23  | 22,9 | 34,6 | 36,5 | 87,0 | 1,9 | 3,4 | 0,5 | 0,1 | 8,5  |
| 2018     | Las Vegas Aces    | 31  | 27  | 25,5 | 46,7 | 43,9 | 87,5 | 2,4 | 4,0 | 0,8 | 0,2 | 9,5  |
| 2019     | Las Vegas Aces    | 34  | 30  | 25,5 | 36,5 | 36,0 | 87,2 | 2,8 | 3,0 | 0,8 | 0,1 | 8,6  |
| 2021     | Las Vegas Aces    | 26  | 0   | 25,6 | 43,7 | 38,6 | 94,4 | 2,5 | 3,6 | 1,0 | 0,0 | 14,8 |
| 2022†    | Las Vegas Aces    | 36  | 36  | 32,8 | 46,0 | 42,0 | 83,9 | 2,7 | 5,1 | 1,0 | 0,1 | 20,2 |
| 2023†    | Las Vegas Aces    | 39  | 39  | 32,4 | 47,5 | 38,9 | 91,2 | 2,4 | 4,5 | 1,1 | 0,0 | 18,7 |
| 2024     | Las Vegas Aces    | 38  | 38  | 34,0 | 42,3 | 36,8 | 86,6 | 2,6 | 4,2 | 0,7 | 0,0 | 17,8 |
| Carriera | Carriera          | 235 | 193 | 28,8 | 43,2 | 39,0 | 88,2 | 2,5 | 4,0 | 0,9 | 0,1 | 14,3 |

#### Playoffs
| Anno     | Squadra        | PG | PT | MP   | TC%  | 3P%  | TL%  | RP  | AP  | PRP | SP  | PP   |
| -------- | -------------- | -- | -- | ---- | ---- | ---- | ---- | --- | --- | --- | --- | ---- |
| 2019     | Las Vegas Aces | 5  | 3  | 35,0 | 49,2 | 52,9 | 100  | 4,8 | 7,8 | 0,2 | 0,0 | 15,2 |
| 2021     | Las Vegas Aces | 5  | 0  | 28,8 | 47,1 | 38,7 | 90,9 | 2,0 | 3,4 | 1,0 | 0,0 | 19,6 |
| 2022†    | Las Vegas Aces | 10 | 10 | 33,3 | 40,9 | 28,6 | 89,1 | 3,9 | 3,8 | 0,9 | 0,0 | 17,1 |
| 2023†    | Las Vegas Aces | 9  | 9  | 36,8 | 41,7 | 40,3 | 87,5 | 3,2 | 3,8 | 1,3 | 0,0 | 18,3 |
| 2024     | Las Vegas Aces | 6  | 6  | 33,0 | 46,1 | 35,9 | 77,8 | 2,5 | 2,2 | 0,7 | 0,0 | 16,3 |
| Carriera | Carriera       | 35 | 28 | 33,7 | 43,9 | 36,9 | 88,0 | 3,3 | 4,0 | 0,9 | 0,0 | 17,4 |

## Palmarès
- Campionato WNBA: 2

Las Vegas Aces: 2022, 2023
- Naismith College Player of the Year (2017)
- John R. Wooden Award (2017)
- Wade Trophy (2017)
- Nancy Lieberman Award (2017)
- Pac-12 Conference Player of the Year (2017)
- WNBA Sixth Woman of the Year (2021)
- All-WNBA First Team (2022)
- WNBA All-Rookie First Team (2017)
- Miglior tiratrice di liberi WNBA (2021)